# Feromangan
Feromangan je feroslitina s vysokým obsahem manganu.
Obsah manganu je mezi 30 až 80 %, obsah uhlíku 2 až 8 %. Užívá se hlavně jako přísada k legování jiných feroslitin nebo jako dezoxidační přísada, přísada k desulfurizaci, přidávání uhlíku do oceli a přidávání manganu jako legujícího prvku. Feromangan s nízkým obsahem uhlíku se používá při výrobě manganových legovaných ocelí vyžadujúcích nízký obsah uhlíku.
Feromangan má tvar neopracovaných kusů s bílým leskem na lomu. Je křehký a velmi tvrdý. Podobným materiálem je surové železo, slitina s obsahem manganu 5–30 % se nazývá zrcadlovina (německy Spiegeleisen).

## Dělení
Podle obsahu uhlíku se feromangan rozlišuje na:
- vysokouhlíkový feromangan — obsahuje více než 2 % uhlíku, typicky 6 až 7 %. Obsah manganu bývá obvykle mezi 70 a 80 %.
- feromangan se středním obsahem uhlíku — obsahuje 1,25 až 1,5 % uhlíku.
- feromangan s nízkým obsahem uhlíku — obsahuje méně než 0,75 % uhlíku. Obsah manganu bývá obvykle mezi 80 a 90 %.

## Výroba
Feromangan se vyrábí zahříváním směsi oxidů – MnO2 a Fe2O3 s uhlíkem v redukční peci. Složky podstupují termální dekompoziční reakci. Menší část objemu výroby feromanganu se vyrábí ve vysokých pecích, větší část v elektrických obloukových pecích (v roce 1977 nad 75 % s rostoucím trendem).
Feromangan patří mezi nejčastěji produkované feroslitiny s podílem nad 20 % na celkovém objemu jejich výroby. V tabulce je uvedeno odhadované množství celosvětové produkce feromanganu v miliónech tun..
| rok                   | 1993 | 1994 | 1995 | 1996 | 1997 |
| objem výroby (mil. t) | 3,53 | 3,78 | 3,65 | 3,98 | 3,77 |

V Evropě se feromangan vyrábí ve velkých objemech ve Francii (386 000 tun v roce 1997) a Norsku. V menších objemech ve Španělsku (35 000 tun v roce 1997), Belgii a Německu.